# Cascades Kitsiputous
Kitsiputous (en sami septentrional, Gihcigorži), són unes cascades situada a Enontekiö, i constitueixen una de les cascades més altes de Finlàndia. És part de la Reserva natural de Malla (Mallan luonnonpuisto). L'alçada total de les cascades és d'uns 118 metres, la més alta és de 29 metres.
Les cascades es troben al llarg del camí que condueix al punt fronterer de tres països (límits entre Finlàndia, Suècia i Noruega, anomenat Treriksröset). Les cascades es converteixen en cascades de gel durant l'hivern.